# Trigonia eriosperma
Trigonia eriosperma là một loài thực vật có hoa trong họ Trigoniaceae. Loài này được (Lam.) Fromm & E.Santos miêu tả khoa học đầu tiên năm 1971.